# Draft NBA 1964
Il Draft NBA 1964 si è svolto il 4 maggio 1964 a New York ed è ricordato soprattutto per aver portato in NBA il futuro membro della Basketball Hall of Fame, Willis Reed.

## Scelta territoriale

### Giocatori scelti al 1º giro
|  | Indica un giocatore che è stato eletto nella Basketball Hall of Fame    |
|  | Indica un giocatore che è stato selezionato per almeno un All-Star Game |
|  | Indica un giocatore che non ha mai giocato una partita in NBA           |

| Scelta | Giocatore     | Nazionalità | Squadra NBA        | Scuola/ex squadra |
| ------ | ------------- | ----------- | ------------------ | ----------------- |
|        | George Wilson | Stati Uniti | Cincinnati Royals  | Cincinnati        |
|        | Walt Hazzard  | Stati Uniti | Los Angeles Lakers | UCLA              |

| Scelta | Giocatore       | Nazionalità | Squadra NBA            | Scuola/ex squadra  |
| ------ | --------------- | ----------- | ---------------------- | ------------------ |
| 1      | Jim Barnes      | Stati Uniti | New York Knicks        | Texas Western      |
| 2      | Joe Caldwell    | Stati Uniti | Detroit Pistons        | Arizona State      |
| 3      | Gary Bradds     | Stati Uniti | Baltimore Bullets      | Ohio State         |
| 4      | Lucious Jackson | Stati Uniti | Philadelphia 76ers     | Texas-Pan American |
| 5      | Jeff Mullins    | Stati Uniti | Saint Louis Hawks      | Duke               |
| 6      | Barry Kramer    | Stati Uniti | San Francisco Warriors | NYU                |
| 7      | Mel Counts      | Stati Uniti | Boston Celtics         | Oregon State       |

### Giocatori scelti al 2º giro
| Scelta | Giocatore        | Nazionalità | Squadra NBA            | Scuola/ex squadra |
| ------ | ---------------- | ----------- | ---------------------- | ----------------- |
| 8      | Willis Reed      | Stati Uniti | New York Knicks        | Grambling         |
| 9      | Les Hunter       | Stati Uniti | Detroit Pistons        | Loyola (IL)       |
| 10     | Paul Silas       | Stati Uniti | Saint Louis Hawks      | Creighton         |
| 11     | Ira Harge        | Stati Uniti | Philadelphia 76ers     | New Mexico        |
| 12     | Cotton Nash      | Stati Uniti | Los Angeles Lakers     | Kentucky          |
| 13     | Howard Komives   | Stati Uniti | New York Knicks        | Bowling Green     |
| 14     | Bud Koper        | Stati Uniti | San Francisco Warriors | Oklahoma City     |
| 15     | Bill Chmielewski | Stati Uniti | Cincinnati Royals      | Dayton            |
| 16     | Ron Bonham       | Stati Uniti | Boston Celtics         | Cincinnati        |

### Giocatori scelti al 3º giro
| Scelta | Giocatore          | Nazionalità | Squadra NBA            | Scuola/ex squadra |
| ------ | ------------------ | ----------- | ---------------------- | ----------------- |
| 17     | Brian Generalovich | Stati Uniti | New York Knicks        | Pittsburgh        |
| 18     | Wali Jones         | Stati Uniti | Detroit Pistons        | Villanova         |
| 19     | Jerry Sloan        | Stati Uniti | Baltimore Bullets      | Evansville        |
| 20     | Larry Jones        | Stati Uniti | Philadelphia 76ers     | Toledo            |
| 21     | Tom Dose           | Stati Uniti | Los Angeles Lakers     | Stanford          |
| 22     | Art Becker         | Stati Uniti | St. Louis Hawks        | Arizona State     |
| 23     | McCoy McLemore     | Stati Uniti | San Francisco Warriors | Drake             |
| 24     | Steve Courtin      | Stati Uniti | Cincinnati Royals      | St. Joseph's      |
| 25     | John Thompson      | Stati Uniti | Boston Celtics         | Providence        |

### Giocatori scelti nei giri successivi con presenze nella NBA o nella ABA
| Scelta | Giocatore         | Nazionalità | Squadra NBA            | Scuola/ex squadra      |
| ------ | ----------------- | ----------- | ---------------------- | ---------------------- |
| 26     | Freddie Crawford  | Stati Uniti | New York Knicks        | St. Bonaventure        |
| 27     | Jim Davis         | Stati Uniti | Detroit Pistons        | Colorado               |
| 30     | Hank Finkel       | Stati Uniti | Los Angeles Lakers     | Dayton                 |
| 31     | Willie Murrell    | Stati Uniti | St. Louis Hawks        | Kansas State           |
| 33     | Happy Hairston    | Stati Uniti | Cincinnati Royals      | NYU                    |
| 34     | Joe Strawder      | Stati Uniti | Boston Celtics         | Bradley                |
| 40     | John Tresvant     | Stati Uniti | St. Louis Hawks        | Seattle                |
| 52     | Levern Tart       | Stati Uniti | Cincinnati Royals      | Bradley                |
| 53     | Em Bryant         | Stati Uniti | New York Knicks        | DePaul                 |
| 58     | Maurice McHartley | Stati Uniti | St. Louis Hawks        | North Carolina A&T     |
| 59     | David Lee         | Stati Uniti | San Francisco Warriors | San Francisco          |
| 67     | Kendall Rhine     | Stati Uniti | St. Louis Hawks        | Rice                   |
| 72     | Tom Black         | Stati Uniti | Baltimore Bullets      | South Dakota State     |
| 74     | Darel Carrier     | Stati Uniti | St. Louis Hawks        | Western Kentucky       |
| 88     | Gerald Govan      | Stati Uniti | St. Louis Hawks        | St. Mary of the Plains |

### Giocatori non scelti premiati dalla NBA
| Giocatore      | Ruolo | Nazionalità | Provenienza               |
| -------------- | ----- | ----------- | ------------------------- |
| Connie Hawkins | AC/C  | Stati Uniti | Brooklyn Boys High School |